# アイゼンク性格検査
アイゼンク性格検査（アイゼンクせいかくけんさ、英語：Eysenck Personality Questionnaire、略称：EPQ）は、外向性内向性尺度、神経症的傾向尺度、精神病的傾向尺度の因子による性格検査である。モーズレー性格検査を発展させたものである。ハンス・アイゼンクによって考案された。